# Raión de Chujúyiv
Raión de Chujúyiv (en ucraniano: Чугуївський район) es un raión o distrito de Ucrania en el óblast de Járkov. Comprende una superficie de 4804 km². La capital es la ciudad de Chujúyiv.

## Demografía
Según estimación 2010 contaba con una población total de 47699 habitantes.

## Otros datos
El código KOATUU fue 6325400000. El código postal 63510 y el prefijo telefónico +380 5746.